# Mercator-hálózat
A Mercator-hálózat (Mercator network) egy három tagból álló, kisebbségi nyelvekkel foglalkozó kutatóhálózat. Az Európai Bizottság kezdeményezésére jött létre 1987-ben. Célja az európai kisebbségi nyelvek kutatása, amihez tapasztalatcsere, és információkat gyűjtő és terjesztő lehetőségeket igyekszik fenntartani. 1988-ban megalakult a Mercator-Media, Ned Thomas vezetésével.
A szervezetet Gerardus Mercator (1512–1594) holland (flamand) térképészről nevezték el.

## A Mercator-hálózat székhelyei és területei
A Mercator-hálózatnak három székhelye van:
- Barcelona   (Mercator-Legislation): kisebbségi nyelvek a közigazgatás és a jog területén
- Aberystwyth   (Mercator-Media): kisebbségi nyelvek a médiában (az írott sajtótól a digitális médiáig)
- Leeuwarden   (Mercator-Education - ma: Mercator European Research Centre on Multilingualism and Language Learning): kisebbségi nyelvekre az oktatásban (az óvodától a felsőoktatásig)

## Mercator-szimpóziumok
A Mercator-hálózat évente (akár több alkalommal is) tart szimpóziumot. Az elmúlt évek gyűlései a következők voltak:
1. 2003. április 8-9. - Aberystwyth, Wales
2. 2004. február 27-28. - Tarragona, Spanyolország - "Europe 2004: A new framework for all languages?"
3. 2004. november 25-27. - Leeuwarden, Hollandia - "Linguistic diversity and education: Challenges and opportunities"
4. 2005. október 26-28. - Aberystwyth, Wales - "Translation of Culture, Culture of Translation: Languages in Film, Television and Literature"
5. 2006. október 19-21. - Barcelona, Spanyolország - "Linguistic Rights as a Matter of Social Inclusion"